# ماریو، ماریا و ماریو
ماریو، ماریا و ماریو (به ایتالیایی: Mario, Maria e Mario) محصول ۱۹۹۳ ایتالیا و فیلمی درام به کارگردانی اتوره اسکولا است.

## داستان فیلم
ماریو و ماریا بوسکی، یک زوج ۳۰ ساله با یک فرزند کوچک هستند که از یک بحران ضربه خورده‌اند: زن و شوهر نمی‌توانند بر سر نام یک مهمانی توافق کنند. یک همکار که همچنین نامش ماریو است یک سخنرانی گیرا می‌کند و ماریا خودش را به‌طور فزاینده‌ای شیفته او می‌بیند و به نظر می‌رسد قادر به ارتباط با او مثل روزهای گذشته که با شوهرش بوده‌است. آنها شب‌ها را با یکدیگر می‌گذرانند و او بیمار می‌شود. هنگامیکه شوهرش از او می‌خواهد که خانه را ترک کند او می‌فهمد که بین عشق واقعی و یک نیاز مبهم تفاوت وجود دارد.